# Бобрик (Житомирський район)
Бо́брик (Бобрик Другий, до 1960 року — Бобрик-Теснівський) — село в Україні, у Коростишівській міській територіальній громаді Житомирського району Житомирської області. До 1954 року — хутір. Кількість населення становить 66 осіб (2001).

## Населення
У 1900 році кількість населення становила 26 осіб, з них: 13 чоловіків та 13 жінок, дворів — 5.
Відповідно до результатів перепису населення СРСР, кількість населення, станом на 12 січня 1989 року, становила 66 осіб. Станом на 5 грудня 2001 року, відповідно до перепису населення України, кількість мешканців села становила 66 осіб.

### Мова
Розподіл населення за рідною мовою за даними перепису 2001 року:
| Мова       | Кількість | Відсоток |
| ---------- | --------- | -------- |
| українська | 62        | 93.94%   |
| російська  | 3         | 4.54%    |
| румунська  | 1         | 1.52%    |
| Усього     | 66        | 100%     |

## Історія
В кінці 19 століття — власницьке урочище Коростишівської волості Радомисльського повіту Київської губернії. Відстань до центру повіту, м. Радомисль — 22 версти, до волосного центру, містечка Коростишів, де були найближчі телеграфна, поштова казенна та поштова земська станції — 5 верст, до найближчої залізничної станції (Житомир) — 33 версти, до найближчої пароплавної станції, в Києві — 95 верст. Основним заняттям мешканців було рільництво. Перебувало у власности С. О. Хорошавіна, землі показані біля сільця Теснівка.
У 1923 році поселення увійшло до складу новоствореної Теснівської сільської ради, котра, від 7 березня 1923 року, стала частиною новоутвореного Коростишівського району Малинської округи. У 1954 році хутір віднесено до категорії сіл. 11 серпня 1954 року, внаслідок ліквідації Теснівської сільської ради, село включене до складу Старосільської сільської ради Коростишівського району Житомирської області. 5 березня 1959 року, відповідно до рішення Житомирського облвиконкому № 161 «Про ліквідацію та зміну адміністративно-територіального поділу окремих сільських рад області», село передане до складу Більковецької сільської ради Коростишівського району. 5 серпня 1960 року село отримало сучасну назву — Бобрик. 17 червня 1988 року, відповідно до рішення Житомирського ОВК № 149 «Про питання адміністративно-територіального поділу», село підпорядковане Коростишівській міській раді.
5 серпня 2016 року увійшло до складу Коростишівської міської територіальної громади Коростишівського району Житомирської області. Від 19 липня 2020 року, разом з громадою, в складі новоствореного Житомирського району Житомирської області.